# San Teodoro, Sardinia
San Teodoro este o comună din provincia Sassari, regiunea Sardinia, Italia, cu o populație de 5.011 locuitori (1 ianuarie 2023) și o suprafață de 107,6 km².

## Demografie
San Teodoro (OT) - evoluția demografică

|  | Graficele sunt indisponibile din cauza unor probleme tehnice. Mai multe informații se găsesc la Phabricator și la wiki-ul MediaWiki. |

Date: Recensăminte sau birourile de statistică - grafică realizată de Wikipedia